# Plusminus
plusminus ist ein Wirtschaftsmagazin des Ersten Deutschen Fernsehens und von tagesschau24, welches seit 1975 von mehreren ARD-Rundfunkanstalten produziert wird. Aktuell wechseln sich die Wirtschaftsredaktionen der sieben Sender BR, HR, MDR, NDR, SR, SWR und WDR wöchentlich ab. Sendezeit ist seit September 2011 mittwochs von 21:45 bis 22:15 Uhr. 

## Konzept
| Sendedaten | Sendedaten     | Sendedaten | Sendedaten |
| Ab Jahr    | Wochentag      | Sendezeit  | Dauer      |
| ---------- | -------------- | ---------- | ---------- |
| 1975       | Do 14-täglich  | 20:15      | 45 min     |
| 1978       | Fr 14-täglich  | 21:45      | 45 min     |
| 1993       | Di 14-täglich  | 21:35      | 30 min     |
| 1997       | Di wöchentlich | 21:35      | 30 min     |
| 2000       | Di wöchentlich | 22:00      | 30 min     |
| 2002       | Di wöchentlich | 21:55      | 35 min     |
| 2006       | Di wöchentlich | 21:50      | 25 min     |
| 2011       | Mi wöchentlich | 21:45      | 30 min     |

Die Sendung gibt mit Hintergrundberichten zu wirtschaftspolitischen und makroökonomischen Themen Erklärungen und Orientierung für die Zusammenhänge der Wirtschaftswelt. Mit investigativen Recherchen deckt sie Missstände auf, konfrontiert Verantwortliche und will öffentliche Debatten anstoßen.

## Geschichte
Plusminus löste 1975 das Magazin Der Markt – Wirtschaft für Jedermann  (1963–1974) ab.
Seit 1997 sind HR und MDR an der Produktion mitbeteiligt; seitdem wird die Sendung wöchentlich ausgestrahlt. 1998, mit der Fusion von SWF und SDR, übernahm der SWR den Produktionsanteil des SWF. Ende 1999 wurden durchschnittlich 2,62 Mio. Zuschauer vermeldet. Seit dem 18. September 2007 wird plusminus im 16:9-Breitbildformat und in neuem Design ausgestrahlt, mittlerweile (abhängig von der produzierenden Rundfunkanstalt, z. B. HR) teilweise auch in HD. Die Kosten pro Ausgabe werden mit rund 60.000 Euro angegeben.

## Moderatoren
Bis 1996 hatte jede Sendeanstalt ihren eigene Moderation, von 1997 an präsentierten NDR und WDR ihre Beiträge überwiegend durch denselben Moderator. Zeitweilig schlossen sich auch HR und MDR an. 
Ende 2022, bei wieder sieben Moderatoren, kündigte die ARD an, die Sendung durch „ein Gesicht“ zu präsentieren. Seit 2023 führt Alev Seker durch die Sendung, ihre Vertretung ist Anna Planken. Die Produktionsstandorte verringerten sich auf Stuttgart für BR, SWR und MDR, Frankfurt für HR, NDR und WDR und Saarbrücken für den SR, der mit Produktion und Moderatorin eigenständig bleibt.

### Ab 2023
- BR, SWR, HR, MDR, NDR und WDR: Alev Seker (2020–2022 für den SWR)
- SR: Julia Lehmann (seit Ende 2022)

### 1997 bis 2022
| Sender | 1997                         | 1998                         | 1999                         | 2000                         | 2001                         | 2002                               | 2003                               | 2004                               | 2005                               | 2006                               | 2007                               | 2008                               | 2009                               | 2010                               | 2011                               | 2012                               | 2013                               | 2014                               | 2015                               | 2016                               | 2017                               | 2018                               | 2019                               | 2020                               | 2021                               | 2022                        |                             |
| BR     | Wolfgang Friedrich 1993–2010 | Wolfgang Friedrich 1993–2010 | Wolfgang Friedrich 1993–2010 | Wolfgang Friedrich 1993–2010 | Wolfgang Friedrich 1993–2010 | Wolfgang Friedrich 1993–2010       | Wolfgang Friedrich 1993–2010       | Wolfgang Friedrich 1993–2010       | Wolfgang Friedrich 1993–2010       | Wolfgang Friedrich 1993–2010       | Wolfgang Friedrich 1993–2010       | Wolfgang Friedrich 1993–2010       | Wolfgang Friedrich 1993–2010       | Wolfgang Friedrich 1993–2010       | Marcus Bornheim 2011–2017          | Marcus Bornheim 2011–2017          | Marcus Bornheim 2011–2017          | Marcus Bornheim 2011–2017          | Marcus Bornheim 2011–2017          | Marcus Bornheim 2011–2017          | Marcus Bornheim 2011–2017          | Christian Nitsche 2017–2020        | Christian Nitsche 2017–2020        | Isabella Kroth 2020                | Sandra Rieß 2/2021–2022            | Sandra Rieß 2/2021–2022     |                             |
| SWR    |                              | Sabine Gaschütz –2009        | Sabine Gaschütz –2009        | Sabine Gaschütz –2009        | Sabine Gaschütz –2009        | Sabine Gaschütz –2009              | Sabine Gaschütz –2009              | Sabine Gaschütz –2009              | Sabine Gaschütz –2009              | Sabine Gaschütz –2009              | Sabine Gaschütz –2009              | Sabine Gaschütz –2009              | Sabine Gaschütz –2009              | Clemens Bratzler 10/2009–2019      | Clemens Bratzler 10/2009–2019      | Clemens Bratzler 10/2009–2019      | Clemens Bratzler 10/2009–2019      | Clemens Bratzler 10/2009–2019      | Clemens Bratzler 10/2009–2019      | Clemens Bratzler 10/2009–2019      | Clemens Bratzler 10/2009–2019      | Clemens Bratzler 10/2009–2019      | Clemens Bratzler 10/2009–2019      | Alev Seker 2020–2022               | Alev Seker 2020–2022               | Alev Seker 2020–2022        |                             |
| SR     | Otto Deppe 1990–2001         | Otto Deppe 1990–2001         | Otto Deppe 1990–2001         | Otto Deppe 1990–2001         | Otto Deppe 1990–2001         | Karin Lambert-Butenschön 2002–2022 | Karin Lambert-Butenschön 2002–2022 | Karin Lambert-Butenschön 2002–2022 | Karin Lambert-Butenschön 2002–2022 | Karin Lambert-Butenschön 2002–2022 | Karin Lambert-Butenschön 2002–2022 | Karin Lambert-Butenschön 2002–2022 | Karin Lambert-Butenschön 2002–2022 | Karin Lambert-Butenschön 2002–2022 | Karin Lambert-Butenschön 2002–2022 | Karin Lambert-Butenschön 2002–2022 | Karin Lambert-Butenschön 2002–2022 | Karin Lambert-Butenschön 2002–2022 | Karin Lambert-Butenschön 2002–2022 | Karin Lambert-Butenschön 2002–2022 | Karin Lambert-Butenschön 2002–2022 | Karin Lambert-Butenschön 2002–2022 | Karin Lambert-Butenschön 2002–2022 | Karin Lambert-Butenschön 2002–2022 | Karin Lambert-Butenschön 2002–2022 | Julia Lehmann 2022          |                             |
| HR     |                              | Frank Lehmann                | Frank Lehmann                | Frank Lehmann                |                              |                                    | Jörg Boecker 5/2003–2012           | Jörg Boecker 5/2003–2012           | Jörg Boecker 5/2003–2012           | Jörg Boecker 5/2003–2012           | Jörg Boecker 5/2003–2012           | Jörg Boecker 5/2003–2012           | Jörg Boecker 5/2003–2012           | Jörg Boecker 5/2003–2012           | Jörg Boecker 5/2003–2012           | Jörg Boecker 5/2003–2012           | Markus Gürne 2013–2022             | Markus Gürne 2013–2022             | Markus Gürne 2013–2022             | Markus Gürne 2013–2022             | Markus Gürne 2013–2022             | Markus Gürne 2013–2022             | Markus Gürne 2013–2022             | Markus Gürne 2013–2022             | Markus Gürne 2013–2022             | Markus Gürne 2013–2022      |                             |
| MDR    |                              |                              | Birgit Keller                | Birgit Keller                |                              |                                    | Jörg Boecker 5/2003–2012           | Jörg Boecker 5/2003–2012           | Jörg Boecker 5/2003–2012           | Jörg Boecker 5/2003–2012           | Jörg Boecker 5/2003–2012           | Jörg Boecker 5/2003–2012           | Jörg Boecker 5/2003–2012           | Jörg Boecker 5/2003–2012           | Jörg Boecker 5/2003–2012           | Jörg Boecker 5/2003–2012           | Jörg Boecker 2013                  | Jörg Boecker 2014–2019             | Jörg Boecker 2014–2019             | Jörg Boecker 2014–2019             | Jörg Boecker 2014–2019             | Jörg Boecker 2014–2019             | Jörg Boecker 2014–2019             | Gunnar Breske 4/2020–2022          | Gunnar Breske 4/2020–2022          | Gunnar Breske 4/2020–2022   |                             |
| NDR    | Ina Bergmann 1997–1999       | Ina Bergmann 1997–1999       | Katrin Prüfig 1999–2000      | Katrin Prüfig 1999–2000      | Katrin Prüfig 2000–2003      | Katrin Prüfig 2000–2003            | Jörg Boecker 5/2003–2012           | Jörg Boecker 5/2003–2012           | Jörg Boecker 5/2003–2012           | Jörg Boecker 5/2003–2012           | Jörg Boecker 5/2003–2012           | Jörg Boecker 5/2003–2012           | Jörg Boecker 5/2003–2012           | Jörg Boecker 5/2003–2012           | Jörg Boecker 5/2003–2012           | Jörg Boecker 5/2003–2012           | Jörg Boecker 2013                  | Pinar Atalay 2014–2021             | Pinar Atalay 2014–2021             | Pinar Atalay 2014–2021             | Pinar Atalay 2014–2021             | Pinar Atalay 2014–2021             | Pinar Atalay 2014–2021             | Pinar Atalay 2014–2021             | Jörg Boecker 8/2021–2022           | Jörg Boecker 8/2021–2022    |                             |
| WDR    | Ina Bergmann 1997–1999       | Ina Bergmann 1997–1999       | Hans-Joachim Rüdel 1999–2000 | Hans-Joachim Rüdel 1999–2000 | Katrin Prüfig 2000–2003      | Katrin Prüfig 2000–2003            | Jörg Boecker 5/2003–2012           | Jörg Boecker 5/2003–2012           | Jörg Boecker 5/2003–2012           | Jörg Boecker 5/2003–2012           | Jörg Boecker 5/2003–2012           | Jörg Boecker 5/2003–2012           | Jörg Boecker 5/2003–2012           | Jörg Boecker 5/2003–2012           | Jörg Boecker 5/2003–2012           | Jörg Boecker 5/2003–2012           | Jörg Boecker 2013                  | Ellen Ehni 2014–2017               | Ellen Ehni 2014–2017               | Ellen Ehni 2014–2017               | Ellen Ehni 2014–2017               | Simon Pützstück 5/2017–2022        | Simon Pützstück 5/2017–2022        | Simon Pützstück 5/2017–2022        | Simon Pützstück 5/2017–2022        | Simon Pützstück 5/2017–2022 | Simon Pützstück 5/2017–2022 |

### 1975 bis 1996
| Sender | 1975                      | 1976                      | 1977                        | 1978                        | 1979                        | 1980                  | 1981                  | 1982                  | 1983                  | 1984                  | 1985                  | 1986                  | 1987                  | 1988                        | 1989                        | 1990                        | 1991                    | 1992                    | 1993                         | 1994                         | 1995                         | 1996                         |
| BR     | Wolf Feller 1975–1976     | Wolf Feller 1975–1976     | Adolf Althen 1977–          | Adolf Althen 1977–          | Adolf Althen 1977–          | Adolf Althen 1977–    | Adolf Althen 1977–    | Adolf Althen 1977–    | Adolf Althen 1977–    | Adolf Althen 1977–    | Adolf Althen 1977–    | Adolf Althen 1977–    | Adolf Althen 1977–    | Adolf Althen 1977–          | Adolf Althen 1977–          | Adolf Althen 1977–          | Adolf Althen 1977–      | Isabel Mühlfenzl        | Wolfgang Friedrich 1993–2010 | Wolfgang Friedrich 1993–2010 | Wolfgang Friedrich 1993–2010 | Wolfgang Friedrich 1993–2010 |
| SWF    | Manfred Trebess 1975–     | Manfred Trebess 1975–     | Manfred Trebess 1975–       | Manfred Trebess 1975–       | Manfred Trebess 1975–       | Manfred Trebess 1975– | Manfred Trebess 1975– | Manfred Trebess 1975– | Manfred Trebess 1975– | Manfred Trebess 1975– | Manfred Trebess 1975– | Manfred Trebess 1975– | Manfred Trebess 1975– | Manfred Trebess 1975–       | Manfred Trebess 1975–       | Manfred Trebess 1975–       | Manfred Trebess 1975–   |                         |                              |                              |                              |                              |
| SR     | Johannes Mohn 1975        | Bert Robiné 1976–         | Bert Robiné 1976–           | Bert Robiné 1976–           | Bert Robiné 1976–           | Bert Robiné 1976–     | Bert Robiné 1976–     | Bert Robiné 1976–     | Bert Robiné 1976–     | Bert Robiné 1976–     | Bert Robiné 1976–     |                       |                       | Wolf-Dietrich Stahnke –1990 | Wolf-Dietrich Stahnke –1990 | Wolf-Dietrich Stahnke –1990 | Otto Deppe 1990–2001    | Otto Deppe 1990–2001    | Otto Deppe 1990–2001         | Otto Deppe 1990–2001         | Otto Deppe 1990–2001         | Otto Deppe 1990–2001         |
| NDR    | Diether Stolze 1975–1976  | Diether Stolze 1975–1976  | Sylvia Wiebe-Grabicki 1976– | Sylvia Wiebe-Grabicki 1976– | Sylvia Wiebe-Grabicki 1976– |                       | Ingrid Lorenzen –1987 | Ingrid Lorenzen –1987 | Ingrid Lorenzen –1987 | Ingrid Lorenzen –1987 | Ingrid Lorenzen –1987 | Ingrid Lorenzen –1987 | Ingrid Lorenzen –1987 | Dirk Bergmann 1988–1996     | Dirk Bergmann 1988–1996     | Dirk Bergmann 1988–1996     | Dirk Bergmann 1988–1996 | Dirk Bergmann 1988–1996 | Dirk Bergmann 1988–1996      | Dirk Bergmann 1988–1996      | Dirk Bergmann 1988–1996      | Dirk Bergmann 1988–1996      |
| WDR    | Friedhelm Porck 1975–1977 | Friedhelm Porck 1975–1977 | Friedhelm Porck 1975–1977   | Klaus Ullrich 1977–         | Klaus Ullrich 1977–         |                       |                       | Reiner Seibert –1984  | Reiner Seibert –1984  | Reiner Seibert –1984  | Jochen Bäumel 1984–   | Jochen Bäumel 1984–   | Jochen Bäumel 1984–   | Jochen Schweizer            | Jochen Schweizer            | Jochen Schweizer            | Jochen Schweizer        |                         |                              |                              | Marion von Haaren 1995–1997  | Marion von Haaren 1995–1997  |

Anmerkungen zu gemeinsamen Moderationen:
1. ↑  Mind. von 1980–1988 moderierte Manfred Trebess fast alle Ausgaben gemeinsam mit Ulrich Eitel.
2. ↑  Mind. 1983 moderierte Trebess mind. eine Ausgabe gemeinsam mit Wolf-Dieter Ebersbach.
3. ↑  Mind. 1991 moderierte Trebess mind. eine Ausgabe gemeinsam mit Joachim Bech.
4. ↑  1976 moderierte Diether Stolze  mind. 2 Ausgaben gemeinsam mit Sylvia Wiebe-Grabicki.